# Liste der Kulturgüter in Bätterkinden
Die Liste der Kulturgüter in Bätterkinden enthält alle Objekte in der Gemeinde Bätterkinden im Kanton Bern, die gemäss der Haager Konvention zum Schutz von Kulturgut bei bewaffneten Konflikten, dem Bundesgesetz vom 20. Juni 2014 über den Schutz der Kulturgüter bei bewaffneten Konflikten sowie der Verordnung vom 29. Oktober 2014 über den Schutz der Kulturgüter bei bewaffneten Konflikten unter Schutz stehen.
Objekte der Kategorien A und B sind vollständig in der Liste enthalten, Objekte der Kategorie C fehlen zurzeit (Stand: 15. Januar 2024). Unter übrige Baudenkmäler sind geschützte Objekte zu finden, die im Bauinventar des Kantons Bern als «schützenswert» verzeichnet sind.

## Kulturgüter
| Foto |                                                                                     | Objekt                                                   | Kat. | Typ | Standort                                | Beschreibung |
| ---- | ----------------------------------------------------------------------------------- | -------------------------------------------------------- | ---- | --- | --------------------------------------- | --- |
| ja   | Datei hochladen · Wikidata zu Kirche Bätterkinden (Q16611487)                       | Kirche KGS-Nr.: 00598                                    | A    | G   | Bernstrasse 15 607729 / 219782          | 1275 erstmals erwähnte Kirche. Das heutige Gebäude von 1664 stammt von Werkmeister Abraham Dünz und ist eine Saalkirche mit polygonalem Chor. Im Innern barocke Ausstattung und dekorative Wandmalereien von Albrecht Kauw. |
| ja   | Datei hochladen · Wikidata zu Bauernhaus mit Stöckli (Q19362466)                    | Bauernhaus mit Stöckli KGS-Nr.: 09192                    | A    | G   | Solothurnstrasse 39, 41 607435 / 220800 | Im Jahr 1822 errichtetes herrschaftliches Bauernhaus unter Viertelwalmdach mit Ründe. Klassizistische Gliederung mit Kalksteinsockel und ‑säulen. An der Nordseite jüngerer Ökonomieteil, an der Westseite Abortturm.       |
| ja   | Datei hochladen · Wikidata zu Hölzernes Grundwasserpumwerk beim Sternen (Q29651636) | Hölzernes Grundwasserpumwerk beim Sternen KGS-Nr.: 00597 | B    | G   | Solothurnstrasse 26 607625 / 220286     | Um 1800 errichtetes Grundwasserpumpwerk am 1782 künstlich angelegten Dorfbach. Brettverschalter Ständerbau unter Satteldach, im Innern befindet sich hölzernes Wasserrad.                                                   |

## Übrige Baudenkmäler
Hinweis: Anstelle der KGS-Nummer wird als Objekt-Identifikator (ID) die Grundstücksnummer verwendet.
| ID   | Foto |                                                                                         | Objekt                                       | Typ | Standort                                 | Beschreibung                                                                                 |
| ---- | ---- | --------------------------------------------------------------------------------------- | -------------------------------------------- | --- | ---------------------------------------- | -------------------------------------------------------------------------------------------- |
| 20   | ja   | Datei hochladen · Wikidata zu Schulhaus (1838) (Q125458353)                             | Schulhaus (1838)                             | G   | Bernstrasse 13 607693 / 219804           |                                                                                              |
| 28   | BW   | Datei hochladen · Wikidata zu Ehemaliges Schulhaus (Mitte 19. Jh.) (Q125458354)         | Ehemaliges Schulhaus (Mitte 19. Jh.)         | G   | Solothurnstrasse 118 607231 / 221787     |                                                                                              |
| 77   | ja   | Datei hochladen · Wikidata zu Energiezentrale / Umformerstation (1916) (Q125458355)     | Energiezentrale / Umformerstation (1916)     | G   | Bubenbergstrasse 2 607278 / 220005       |                                                                                              |
| 112  | ja   | Datei hochladen · Wikidata zu Schachen-Brücke - Teil Bätterkinden (Q125860474)          | Brücke (1922)                                | G   | Schachen N.N. 609113 / 224116            | Das Objekt liegt hälftig auf Gemeindegebiet von Bätterkinden (ID 112) und Zielebach (ID 29). |
| 117  | ja   | Datei hochladen · Wikidata zu Wohnhaus (2. Hälfte 18. Jh.) (Q125458358)                 | Wohnhaus (2. Hälfte 18. Jh.)                 | G   | Innere Schachenstrasse 1 607847 / 220080 |                                                                                              |
| 127  | ja   | Datei hochladen · Wikidata zu Bauernhaus (Mitte 19. Jh.) (Q125458359)                   | Bauernhaus (Mitte 19. Jh.)                   | G   | Bahnhofstrasse 3 607571 / 219950         |                                                                                              |
| 150  | BW   | Datei hochladen · Wikidata zu Wohnhaus (1926) (Q125458360)                              | Wohnhaus (1926)                              | G   | Eschenweg 1 607664 / 219648              |                                                                                              |
| 150  | BW   | Datei hochladen · Wikidata zu Garage (1926) (Q125458361)                                | Garage (1926)                                | G   | Eschenweg 1a 607648 / 219647             |                                                                                              |
| 170  | BW   | Datei hochladen · Wikidata zu Wohnstock (1876) (Q125458362)                             | Wohnstock (1876)                             | G   | Landshutstrasse 7 607699 / 220012        |                                                                                              |
| 258  | ja   | Datei hochladen · Wikidata zu Speicher (1746) (Q125458363)                              | Speicher (1746)                              | G   | Tellstrasse 8b 607481 / 220214           |                                                                                              |
| 293  | ja   | Datei hochladen · Wikidata zu Scheune (1. Viertel 19. Jh.) (Q125458364)                 | Scheune (1. Viertel 19. Jh.)                 | G   | Solothurnstrasse 10b 607627 / 220060     |                                                                                              |
| 319  | ja   | Datei hochladen · Wikidata zu Bauernhaus mit Stöckli (Q19362466)                        | Stöckli (1824)                               | G   | Solothurnstrasse 41 607422 / 220781      |                                                                                              |
| 333  | BW   | Datei hochladen · Wikidata zu Mühle, Kopfbau (1801) (Q125458365)                        | Mühle, Kopfbau (1801)                        | G   | Mühlegasse 34 607768 / 219651            |                                                                                              |
| 344  | ja   | Datei hochladen · Wikidata zu Stöckli (1927) (Q125458366)                               | Stöckli (1927)                               | G   | Solothurnstrasse 7 607596 / 220087       |                                                                                              |
| 344  | ja   | Datei hochladen · Wikidata zu Bauernhaus (1825) (Q125458367)                            | Bauernhaus (1825)                            | G   | Solothurnstrasse 9 607592 / 220102       |                                                                                              |
| 359  | BW   | Datei hochladen · Wikidata zu Ofenhaus-Speicher (1818) (Q125458368)                     | Ofenhaus-Speicher (1818)                     | G   | Stauffacherstrasse 2b 607531 / 220117    |                                                                                              |
| 369  | ja   | Datei hochladen · Wikidata zu Bauernhaus (1781) (Q125458369)                            | Bauernhaus (1781)                            | G   | Solothurnstrasse 11 607550 / 220191      |                                                                                              |
| 369  | BW   | Datei hochladen · Wikidata zu Stöckli (1840) (Q125458370)                               | Stöckli (1840)                               | G   | Tellstrasse 1 607527 / 220180            |                                                                                              |
| 431  | BW   | Datei hochladen · Wikidata zu Bauernhaus (1902) (Q125458371)                            | Bauernhaus (1902)                            | G   | Solothurnstrasse 128 607199 / 222005     |                                                                                              |
| 466  | ja   | Datei hochladen · Wikidata zu Ehemaliges Bauernhaus (1781) (Q125458372)                 | Ehemaliges Bauernhaus (1781)                 | G   | Bernstrasse 5 607683 / 219876            |                                                                                              |
| 496  | BW   | Datei hochladen · Wikidata zu Bauernhaus (1756) (Q125458373)                            | Bauernhaus (1756)                            | G   | Solothurnstrasse 121 607161 / 222046     |                                                                                              |
| 575  | BW   | Datei hochladen · Wikidata zu Bauernhaus (1844) (Q125458374)                            | Bauernhaus (1844)                            | G   | Bernstrasse 36 607178 / 218841           |                                                                                              |
| 638  | ja   | Datei hochladen · Wikidata zu Bauernhaus (1817) (Q125458375)                            | Bauernhaus (1817)                            | G   | Zähringerstrasse 20 607298 / 220597      |                                                                                              |
| 661  | ja   | Datei hochladen · Wikidata zu Gasthof Bären (1833) (Q125458376)                         | Gasthof Bären (1833)                         | G   | Solothurnstrasse 25 607507 / 220594      |                                                                                              |
| 708  | ja   | Datei hochladen · Wikidata zu Bauernhaus (1645) (Q125458377)                            | Bauernhaus (1645)                            | G   | Solothurnstrasse 56 607508 / 220681      |                                                                                              |
| 726  | ja   | Datei hochladen · Wikidata zu Ehemaliges Bauernhaus (18. Jh.) (Q125458378)              | Ehemaliges Bauernhaus (18. Jh.)              | G   | Landshutstrasse 21 607860 / 220049       |                                                                                              |
| 730  | BW   | Datei hochladen · Wikidata zu Wohnhaus (1914) (Q125458379)                              | Wohnhaus (1914)                              | G   | Winkelstrasse 13 607766 / 220235         |                                                                                              |
| 737  | BW   | Datei hochladen · Wikidata zu Mühle, Ökonomieteil (1801) (Q125458380)                   | Mühle, Ökonomieteil (1801)                   | G   | Mühlegasse 28a 607774 / 219681           |                                                                                              |
| 1269 | ja   | Datei hochladen · Wikidata zu Bahnhof Bätterkinden (Q33509114)                          | Bahnhofgebäude mit Güterschuppen (1916)      | G   | Bahnhofstrasse 12 607268 / 219881        | 1916 erschaffenes Gebäude-Ensemble vom Architekten Karl Indermühle.                          |
| 1331 | BW   | Datei hochladen · Wikidata zu Ehemalige Holzstofffabrik / Kraftwerk (1862) (Q125458381) | Ehemalige Holzstofffabrik / Kraftwerk (1862) | G   | Hagerhüsli 1 607337 / 218889             |                                                                                              |
| 1572 | ja   | Datei hochladen · Wikidata zu Bauernhaus (1823) (Q125458382)                            | Bauernhaus (1823)                            | G   | Solothurnstrasse 5–5a 607564 / 220066    |                                                                                              |
| 1833 | ja   | Datei hochladen · Wikidata zu Pfarrhaus (1728) (Q125458384)                             | Pfarrhaus (1728)                             | G   | Schmiedegasse 8 607776 / 219862          |                                                                                              |
| 1834 | ja   | Datei hochladen · Wikidata zu Ofenhaus-Speicher (1744) (Q125458385)                     | Ofenhaus-Speicher (1744)                     | G   | Schmiedegasse 8a 607745 / 219879         |                                                                                              |
| 1844 | ja   | Datei hochladen · Wikidata zu Stöckli (1804) (Q125458386)                               | Stöckli (1804)                               | G   | Solothurnstrasse 52 607534 / 220618      |                                                                                              |